# Birgit Kroos
Birgit Kroos, geborene Kämmer (* 16. Juni 1962 Greifswald, Bezirk Rostock, DDR) ist eine ehemalige deutsche Badmintonspielerin. Sie gewann in ihrer Karriere zwei DDR-Einzeltitel und acht DDR-Mannschaftstitel für ihren Heimatverein Einheit Greifswald.

## Leben und Karriere
In Greifswald wurde sie vom Schüler- bis zum Juniorenalter kontinuierlich auf sportlichem Gebiet aufgebaut. Im Nachwuchsbereich gewann sie 1978 alle drei möglichen Titel in den Einzeldisziplinen in der AK 14/15. Schon vor ihrem 16. Geburtstag sicherte sie sich ihren ersten Titel im Seniorenbereich mit der Greifswalder Mannschaft, welchem sieben weitere Teamtitel folgen sollten. 1986 war ihr erfolgreichstes Jahr bei den Senioren. Neben dem Meistertitel für die Greifswalder Mannschaft sicherte sie sich auch den Titel im Damendoppel und Dameneinzel. Viermal spielte sie für die Nationalmannschaft der DDR und gewann dabei drei Spiele.
Birgit Kroos lebt heute in Rostock. Sie arbeitet dort als Lehrerin für die Fächer Biologie und Sport. Zusammen mit dem Fußballtrainer Roland Kroos hat sie zwei Söhne, die die sportliche Tradition der Familie als Fußballprofis fortsetzen. Toni spielte bei Real Madrid und in der deutschen Fußballnationalmannschaft, Felix spielte für Werder Bremen und Union Berlin in der 1. Bundesliga.

## Sportliche Erfolge
| Veranstaltung                    | Saison    | Disziplin   | Sieger |
| -------------------------------- | --------- | ----------- | --- |
| DDR-Einzelmeisterschaft AK 14/15 | 1977/1978 | Damendoppel | Petra Michalowsky / Birgit Kämmer (Einheit Greifswald) |
| DDR-Einzelmeisterschaft AK 14/15 | 1977/1978 | Dameneinzel | Birgit Kämmer (Einheit Greifswald) |
| DDR-Mannschaftsmeisterschaft     | 1977/1978 | Mannschaft  | Einheit Greifswald (Edgar Michalowski, Erfried Michalowsky, Michael Franz, Uwe Kämmer, Angela Michalowski, Ilona Michalowsky, Birgit Kämmer, Christine Zierath)                                          |
| DDR-Einzelmeisterschaft AK 14/15 | 1977/1978 | Mixed       | Andreas Rotkait / Birgit Kämmer (Kühlautomat Berlin / Einheit Greifswald) |
| DDR-Einzelmeisterschaft AK 14/15 | 1978/1979 | Damendoppel | Petra Michalowsky / Birgit Kämmer (Einheit Greifswald) |
| DDR-Einzelmeisterschaft AK 16/17 | 1979/1980 | Damendoppel | Petra Michalowsky / Birgit Kämmer (Einheit Greifswald) |
| DDR-Einzelmeisterschaft AK 16/17 | 1979/1980 | Mixed       | Thomas Mundt / Birgit Kämmer (Einheit Greifswald) |
| DDR-Mannschaftsmeisterschaft     | 1980/1981 | Mannschaft  | Einheit Greifswald (Erfried Michalowsky, Edgar Michalowski, Thomas Mundt, Michael Franz, Thomas Greeck, Angela Michalowski, Petra Michalowsky, Birgit Kämmer, Ilona Michalowsky, Christine Zierath)      |
| DDR-Einzelmeisterschaft AK 16/17 | 1980/1981 | Mixed       | Thomas Mundt / Birgit Kämmer (Einheit Greifswald) |
| DDR-Einzelmeisterschaft AK 16/17 | 1980/1981 | Damendoppel | Petra Michalowsky / Birgit Kämmer (Einheit Greifswald) |
| DDR-Mannschaftsmeisterschaft     | 1981/1982 | Mannschaft  | Einheit Greifswald (Erfried Michalowsky, Edgar Michalowski, Thomas Mundt, Uwe Kämmer, Norbert Michalowsky, Birgit Kämmer, Petra Michalowsky, Ilona Michalowsky)                                          |
| DDR-Mannschaftsmeisterschaft     | 1982/1983 | Mannschaft  | Einheit Greifswald (Erfried Michalowsky, Edgar Michalowski, Norbert Michalowsky, Thomas Mundt, Uwe Kämmer, Klaus Müller, Birgit Kämmer, Ilona Ryk)                                                       |
| DDR-Mannschaftsmeisterschaft     | 1983/1984 | Mannschaft  | Einheit Greifswald (Erfried Michalowsky, Edgar Michalowski, Norbert Michalowsky, Thomas Mundt, Klaus Müller, Frank Brandenburg, Uwe Kämmer, Mike Joseph, Petra Michalowsky, Birgit Kämmer, Kerstin Bohn) |
| DDR-Mannschaftsmeisterschaft     | 1984/1985 | Mannschaft  | Einheit Greifswald (Edgar Michalowski, Erfried Michalowsky, Norbert Michalowsky, Thomas Mundt, Birgit Kämmer)                                                                                            |
| DDR-Meisterschaft                | 1985/1986 | Damendoppel | Birgit Kämmer / Angela Michalowski (Einheit Greifswald) |
| DDR-Meisterschaft                | 1985/1986 | Dameneinzel | Birgit Kämmer (Einheit Greifswald) |
| DDR-Mannschaftsmeisterschaft     | 1986/1987 | Mannschaft  | Einheit Greifswald (Erfried Michalowsky, Edgar Michalowski, Thomas Mundt, Norbert Michalowsky, Mike Joseph, Petra Michalowsky, Birgit Kämmer)                                                            |
| DDR-Mannschaftsmeisterschaft     | 1987/1988 | Mannschaft  | Einheit Greifswald (Erfried Michalowsky, Edgar Michalowski, Petra Michalowsky, Birgit Kämmer, Thomas Greeck, Joachim Schimpke)                                                                           |